# Washington Open 1984
Il Washington Open 1984, noto anche come Sovran Bank Classic per motivi di sponsorizzazione, è stato un torneo di tennis giocato sulla terra verde. È stata la 16ª edizione del torneo e faceva parte del Volvo Grand Prix 1984. Si è giocato al William H.G. FitzGerald Tennis Center di Washington negli Stati Uniti dal 23 al 29 luglio 1984.

## Campioni

### Singolare maschile
Andrés Gómez ha battuto in finale  Aaron Krickstein con il punteggio di 6–2, 6–2.

### Doppio maschile
Pavel Složil /  Ferdi Taygan hanno battuto in finale  Drew Gitlin /  Blaine Willenborg con il punteggio di 7–6, 6–1.